# Caféiculture

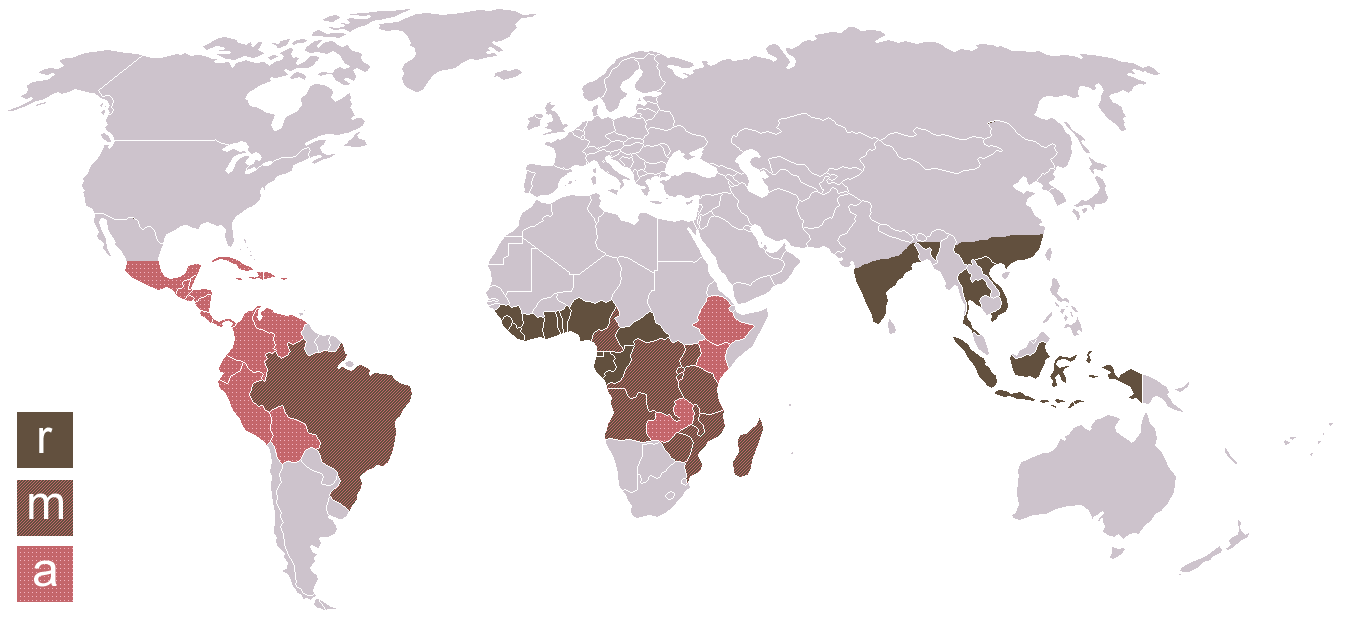
Répartition géographique des différentes cultures :
r : robusta, a : arabica, m : robusta & arabica.

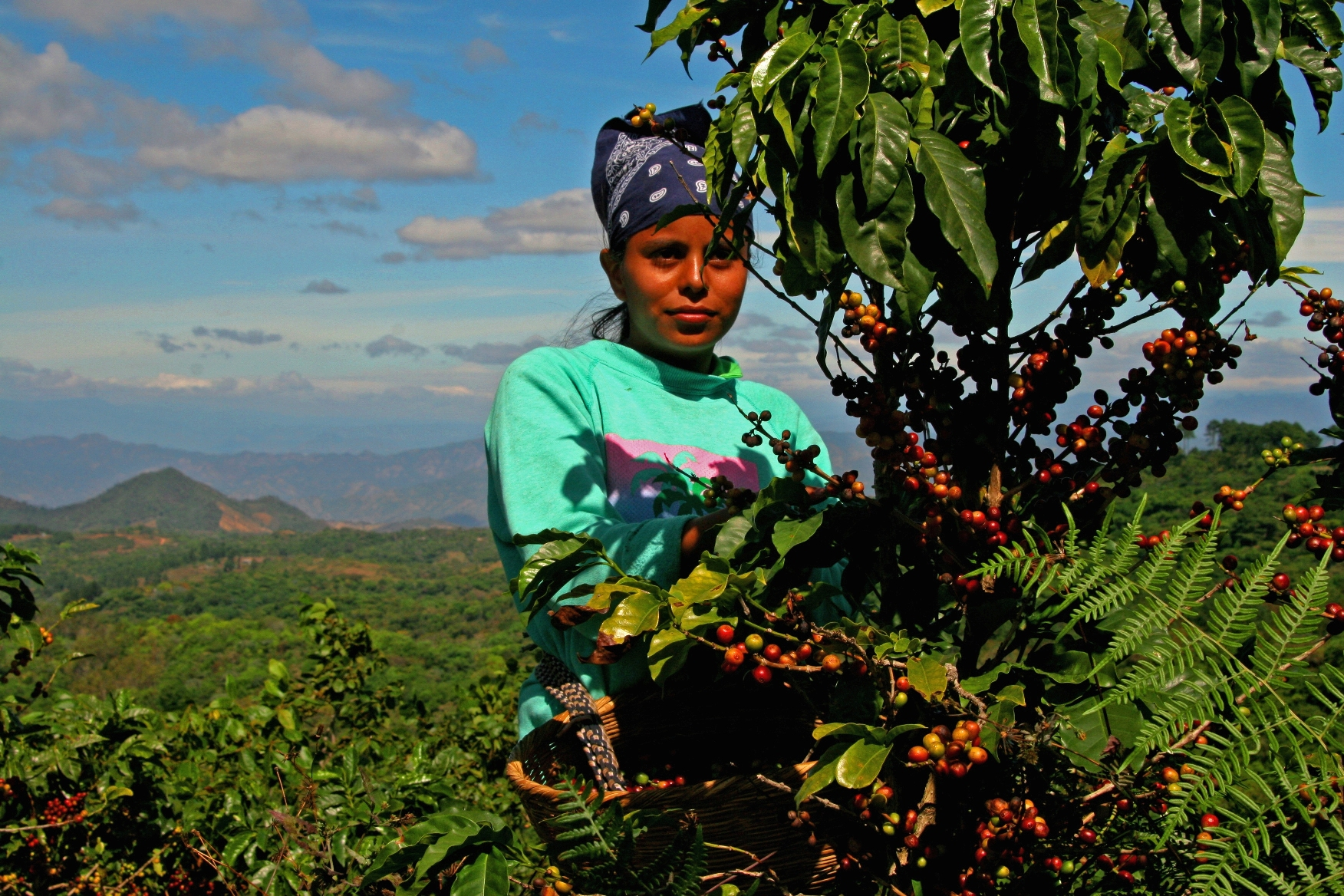
Cueilleuse de café de la coopérative salvadorienne de Ciudad Barrios.

La caféiculture est la culture du café dans les caféières.
Un plant de café commence à produire des fleurs trois à quatre ans après avoir été planté. C'est à partir de ces fleurs que se forment les fruits communément appelés baies de café. Ces dernières sont récoltées  huit mois après leur formation, lorsqu'elles passent du vert au rouge.
Dans de nombreux pays, les baies sont cueillies à la main, ce qui représente un travail long et difficile mais permet une récolte plus maîtrisée. Cependant, là où les terrains sont relativement plats et les exploitations suffisamment grandes comme au Brésil, le procédé a été mécanisé.